# مارکووتسه
مارکووتسه (به لاتین: Markowce) یک روستا در لهستان است که در گمینا سانوک واقع شده‌است. مارکووتسه ۵۱۰ نفر جمعیت دارد.